# مبارك خميس (ممثل)
مبارك خميس (1955 -)، ممثل بحريني.

## عن حياته
كانت بدايته الفنية في قطر في السبعينات حيث شارك في تأسيس فرقتي السد والأضواء مع الفنانين القطريين أمثال غانم السليطي ومحمد البلم وعبد العزيز جاسم وعلي سلطان وإلى جانب بعض الفنان البحرينين، يعد واحد من الممثلين الكبار في البحرين بحيث انة قد أشتهر بتمثيله بأدوار شريرة كدوره في مسلسل سعدون ودوره في مسلسل سرور ودوره في مسلسل هدوءوعواصف 
ومع ذلك فلقد اشتغل أيضا في مسلسلات أخرى وكان دوره فيها دور طيب مثل مسلسل الفجر المستحيل ومسلسل نيران والكثير من الأعمال الجميلة والناجحة·

## أعماله

### من المسلسلات
- فايز التوش 1984، 1986
- سوالف أم هلال 1990
- البيت العود 1993
- فرجان لول 1994
- حزاوي الدار 1996، 1997
- سعدون 1998
- سرور 1999
- نيران 2000
- السديم 2001
- عويشة 2003
- هدوء وعواصف 2004
- دروب 2005
- عذاري 2005
- القناص 2006
- الفجر المستحيل 2007
- على موتها اغني 2010
- شوية أمل   2011
- أكون أو لا 2012

## روابط خارجية
- مبارك خميس على موقع قاعدة بيانات الأفلام العربية